# Desulfobacter
Desulfobacter ist eine Gattung von Bakterien in der Ordnung Desulfobacterales. Desulfobacter gehört zu den sulfatreduzierenden Bakterien, durch die Reduktion von Schwefelverbindungen wird Energie gewonnen, welche in den weiteren Stoffwechsel umgesetzt wird. Man spricht auch von der Desulfurikation oder Sulfatmatmung.

## Merkmale
Die Zellen sind stäbchenförmig mit gerundeten Enden, leicht gekrümmt oder vibrionenförmig. Wenn sie beweglich sind, dann durch ein einziges, polares Flagellum. Sporen werden nicht gebildet. Der Gramtest fällt negativ aus. Desulfobacter kann nur unter Sauerstoffausschluss leben (anaerob). Arten von Desulfobacter kommen meist in Meer vor, einige leben auch in anoxischem Süßwasser.

## Stoffwechsel
Wie oben bereits erwähnt nutzt Desulfobacter die Sulfatatmung. Acetat dient als Elektronendonator innerhalb der Atmungskette im Energiestoffwechsel. Schwefelverbindungen, wie z. B. Sulfat, Sulfit oder Thiosulfat dienen als Elektronenakzeptoren. Hierbei werden durch die Oxidation von Acetat Elektronen in eine Elektronentransportkette gebracht. Es wird eine protonenmotorische Kraft erzeugt, wodurch schließlich ATP gebildet wird. Die Schwefelverbindung nimmt als Elektronenakzeptor die Elektronen wieder auf und wird hierbei zu Schwefelwasserstoff (H2S) reduziert. Acetat dient auch als Kohlenstoffquelle. Viele Arten können Stickstoff fixieren (Stickstofffixierung).

## Systematik
Desulfobacter zählt zu der Familie der Desulfobacteraceae.
Es sind folgende Arten bekannt:
- Desulfobacter curvatus Widdel 1988
- Desulfobacter giganteus Esnault et al. 1988
- Desulfobacter halotolerans Brandt and Ingvorsen 1998
- Desulfobacter hydrogenophilus Widdel 1988
- Desulfobacter latus Widdel 1988
- Desulfobacter postgatei Widdel 1981
- Desulfobacter vibrioformis Lien and Beeder 1997